# HD158013
HD158013 — хімічно пекулярна зоря спектрального класу A2, що має видиму зоряну величину в смузі V приблизно  6,5.
Вона  розташована на відстані близько 323,2 світлових років від Сонця.